# Maria Rosa Puig Oliver
Maria Rosa Puig Oliver (Algaida, 12 de setembre de 1972) és una política mallorquina del Partit Popular de les Illes Balears. Fou consellera de Presidència i Esports del Govern Balear des de juliol de 2003 fins al juliol de 2007. També fou candidata a la batlia d'Algaida tant al 1999 com al 2007, tot i que fou derrotada pel socialista Francesc Miralles.